# Le mani della notte
Le mani della notte (Past Midnight) è un film thriller del 1991 diretto da Jan Eliasberg.

## Trama
Ben Jordan è uscito da poco di prigione dopo essere stato accusato dell'efferato omicidio della moglie incinta. Viene quindi affidato alla psicologa Laura Mathews, incaricata di trovargli un lavoro. Lei però è convinta dell'innocenza di Ben, e finisce anche con l'innamorarsene: ma i contorni di questo thriller sono ancora assai poco nitidi.